# Mirko Puzovic
Mirko Puzovic est un boxeur yougoslave né le 24 avril 1956 à Аrandelovac en Serbie.

## Carrière
Il participe aux Jeux olympiques d'été de 1984 à Los Angeles et remporte la médaille de bronze en combattant dans la catégorie des poids super-légers. Sa carrière de boxeur amateur est également marquée par deux médailles de bronze obtenues aux championnats du monde de Munich en 1982 et de Reno en 1986 ainsi que par deux médailles d'argent aux championnats d'Europe de Tampere en 1981 et de Varna en 1983 et une médaille de bronze à Budapest en 1985.

### Parcours auxJeux olympiques
Jeux olympiques d'été de 1984 à Los Angeles (poids super-légers) :
- Bat Denis Lambert (Canada) 5-0
- Bat Steve Larrimore (Bahamas) 5-0
- Bat Jean Mbereke (Cameroun) 5-0
- Perd contre Jerry Page (États-Unis) 0-5